# Тюленово
Тюле́ново (болг. Тюленово) — село в Болгарии. Расположен на побережье Чёрного моря. Находится в Добричской области, входит в общину Шабла. Население составляет 53 человека.

## Политическая ситуация
Тюленово подчиняется непосредственно общине и не имеет своего кмета.
Кмет (мэр) общины Шабла — Красимир Любенов Крыстев (Граждане за европейское развитие Болгарии (ГЕРБ)) по результатам выборов в правление общины.